# 2017年阿斯塔納世界博覽會烏茲別克斯坦館
2017年阿斯塔納世博會烏茲別克斯坦館是2017年阿斯塔納世界博覽会代表烏茲別克斯坦的展館，位於世博園412展區。展館展出烏茲別克斯坦的科技，包括由太陽能電池所推動、時速700公里的汽車。

## 參觀人次統計
於開館後十五日之內（即2017年6月10日至6月25日期間），展館參觀者數目達到374236人次。烏茲別克館亦成為本屆世博該時段「十大最多人次參觀展館」之一。